# Páli
Páli is een plaats (község) en gemeente in het Hongaarse comitaat Győr-Moson-Sopron. Páli telt 414 inwoners (2001).